# Wakefield-Peace Dale
Wakefield-Peace Dale, auch Wakefield-Peacedale geschrieben, ist ein Census-designated place (CDP) in South Kingstown im Washington County, Rhode Island, Vereinigte Staaten. Das U.S. Census Bureau hat bei der Volkszählung 2020 eine Einwohnerzahl von 8.925 ermittelt.

## Bevölkerung
Wakefield-Peace Dale zählte bei der Volkszählung 2000 8.468 Einwohner. Etwas mehr als 90 % der Einwohner waren Weiße, etwa 3 % amerikanische Indianer und knapp 2 % Afroamerikaner sowie 1,2 % Asiaten. Der restliche Anteil verteilte sich auf verschiedene Volksgruppen. Das Pro-Kopf-Einkommen betrug 24.191 US-Dollar; 5,4 % der Bevölkerung lebte unter der Armutsgrenze.

## Geschichte
Peace Dale (auch Peacedale) wurde um 1800 von dem Industriellen Rowland Hazard (1763–1835) aus South Kingstown gegründet, der die Siedlung nach seiner Frau Mary Peace benannte. Auf Hazard soll die Verbreitung von Krempelmaschinen in Rhode Island zurückgehen, die er 1805 zum ersten Mal bei der Wollverarbeitung einsetzte, und damit seine Narragansett Cotton Manufacturing Company begründete, die bis 1918 unter verschiedenen Namen im Familienbesitz blieb. 1814 verwendete Hazard als Erster in Rhode Island schmale Kraftwebstühle – die Firma rühmte sich später, diese zum ersten Mal überhaupt erfolgreich eingesetzt zu haben –, und vereinigte alle Abläufe bei der Wollverarbeitung unter einem Dach.
Die nahe gelegene Ortschaft Wakefield hieß ursprünglich McCoon's Mill nach einer dort installierten Tabakmühle. 1820 benannte Hazard die Ortschaft nach dem englischen Ort Wakefield, da er dort Freunde besaß.
Das Zentrum von Wakefield ist seit 1996 unter der Nummer 87000493 als Wakefield Historic District im National Register of Historic Places verzeichnet.